# باربرا كوبر
الرئيسة الجوية باربرا كوبر (بالإنجليزية: Barbara Cooper)‏ (من مواليد 1958 في كندا) ضابطة بريطانية متقاعدة من سلاح الجو الملكي والقائدة السابقة لمنظمة كاديت الهواء. تمت ترقيتها إلى رئيسة جوية في عام 2008 وأصبحت صاحبة أعلى رتبة عسكرية لامرأة في سلاح الجو الملكي. أصبحت رئيسة الأركان المساعدة (التزويد بالجند) في مقر القيادة الجوية. عملت سابقا في أكاديمية الدفاع العسكرية الثلاثية الخدمة في شريفنهام كمدير شعبة.

## النشأة
ولدت كوبر في كندا ثم انتقلت مع عائلتها إلى بريطانيا عندما كانت تبلغ من العمر أحد عشر عاما. عاشت في ورسسترشاير حيث درسة في مدرسة إفشام الثانوية.

## المسيرة العسكرية
لفترة قصيرة في عام 1979 انضمت كوبر إلى سلاح الجو الملكي للمرأة في دور مراقب الحركة الجوية في الوقت الذي كان عدد النساء في الخدمة أقل بكثير. عملت لمدة سبع سنوات. تمت ترقيتها من ضابط طيران إلى ملازم طيران في 3 يونيو 1984. نقلت إلى الاحتياطيات في 2 فبراير 1985.
عند مغادرتها حصلت على مؤهلات في إدارة الممتلكات. قررت ترك العمل في إدارة الممتلكات والعودة إلى سلاح الجو الملكي والدخول في الفرع الإداري كملازم رحلة في 16 أكتوبر 1987 مع أقدمية من 16 أبريل 1987.
منذ ثمانينيات القرن الماضي شغلت كوبر عدد من الوظائف بما في ذلك ضابط موظفين لرئيس الأركان الجوية (وهو أعلى منصب في المكتب الإقليمي لأفريقيا). خلال حرب الخليج الثانية كانت مسؤولة عن إدارة مكتب معلومات أسير الحرب وتعمل كمنسق مع اللجنة الدولية للصليب الأحمر. تمت ترقية كوبر إلى قائدة سرب في 5 يناير 1993 وإلى قائد الجناح في 1 يوليو 1997.
عملت لمدة سنتين في قاعدة سلاح الجو الملكي في لينيهام (إلى مارس 2000) حيث كانت قائدة الجناح كوبر مسؤولة عن الدعم الأساسي وقدم فيها موظفيها الدعم التشغيلي لتحركات القوات إلى سيراليون. بعد ذلك كانت متمركزة في القيادة المشتركة للخدمات وكلية الموظفين في شريفنهام التي نقلت هناك في نفس العام.
في حرب الخليج الثانية شغلت كوبر منصب نائب مدير دائرة شؤون الموظفين (العمليات والتزويد بالجند) والذي يتضمن سياسة الرعاية التشغيلية وتشمل الإبلاغ أمام اللجنة الحكومية المختارة للدفاع.
في عام 2005 تولت كوبر دور مدير قسم القوات الجوية الملكية في أكاديمية الدفاع التي شكلت في أبريل 2002 كتوطيد للكليات التأسيسية مثل كلية قيادة الخدمات المشتركة والموظفين والكلية الملكية للدراسات الدفاعية.
من عام 2007 تم تعيينها مساعد رئيس الأركان للقوى العاملة وقدرات الموظفين في مقر قيادة سلاح الجو الملكي البريطاني. في بداية العام التالي تمت ترقية كوبر من قائد المجموعة إلى رتبة الرئيسة الجوية لتصبح الضابطة الكبرى في القوات المسلحة البريطانية.
منذ مايو 2010 أصبحت الضابط الأعلى المسؤول عن إدارة منظمة كاديت الجوية. جاء ظهورها العام الأول في دورها الجديد للقائد بعد أسبوع واحد في حفل استقبال كاديت 150 احتفالا بمرور 150 عاما من تكوين قوات الكاديت من الجيش الثلاثي الخدمة. في الشهر التالي حضرت الاحتفال الثاني من أصل اثنين للذكرى السنوية لأحداث سيسيكنسيننالي وحفلة حدائقية في قصر باكنغهام حيث تحدثت إلى أعضاء هيئة التدريب الجوي من جميع أنحاء المملكة المتحدة.

## الحياة الشخصية
تعيش كوبر في سيرنسستر مع زوجها وليام وهو ضابط متقاعد من سلاح الجو الملكي البريطاني. تعتبر إميلين بانكيرست مصدر إلهام عظيم لها. تشمل اهتماماتها البستنة وركوب الدراجات ومشاهدة أحداث ركوب الخيل. تسرد كتب كتابها المفضلين كشكسبير وتتمتع بالبستنة والمشي وركوب الدراجات والمسرح وهي رئيس جمعية سلاح الجو الملكي للمسرح ورابطة سلاح الجو الملكي لكرة السلة. في عام 2012 انتخبت في مؤسسة التراث القومي.

## التكريمات
تم تعيين كوبر ضابطا في أمر الإمبراطورية البريطانية في عام 2001 ضمن تكريم السنة الجديدة. تمت ترقيتها إلى قائد أمر الإمبراطورية البريطانية في 31 أكتوبر 2003 «تقديرا للخدمات المرموقة والمتميزة فيما يتعلق بالعمليات في العراق خلال الفترة من 19 مارس إلى 19 أبريل 2003».